# Arycanda evanescens
Arycanda evanescens är en fjärilsart som beskrevs av W. Warren 1899. Arycanda evanescens ingår i släktet Arycanda och familjen mätare. Inga underarter finns listade i Catalogue of Life.